# Bromheadia longifolia
Bromheadia longifolia är en orkidéart som beskrevs av Kruiz. och De Vogel. Bromheadia longifolia ingår i släktet Bromheadia och familjen orkidéer. Inga underarter finns listade i Catalogue of Life.